# Находкинский судоремонтный завод
«Находкинский судоремонтный завод» (ПАО «НСРЗ») — российская диверсифицированная компания в сфере судоремонта, изготовления и сборки металлоконструкций, машиностроения и перевалки грузов в порту. Штаб-квартира — в Находке. Входит в Холдинг «ТОР». Тикер на фондовой бирже РТС: NSUZ
. 
Уставный капитал компании — 47 175 191,1 рубля. Владельцем 37,5001 % акций компании является Ирина Владимировна Борбот (Владивосток). 19,87658 % принадлежит компании «Ферина Коммершиал, Лтд», 17,7811 % — «Хайдерри Интернэшнл, Лтд» (обе — Британские Виргинские острова). Еще 24,853 % владеет Росбанк. Должность генерального директора на сегодняшний день занимает Корнейчук Александр Владимирович.

## История

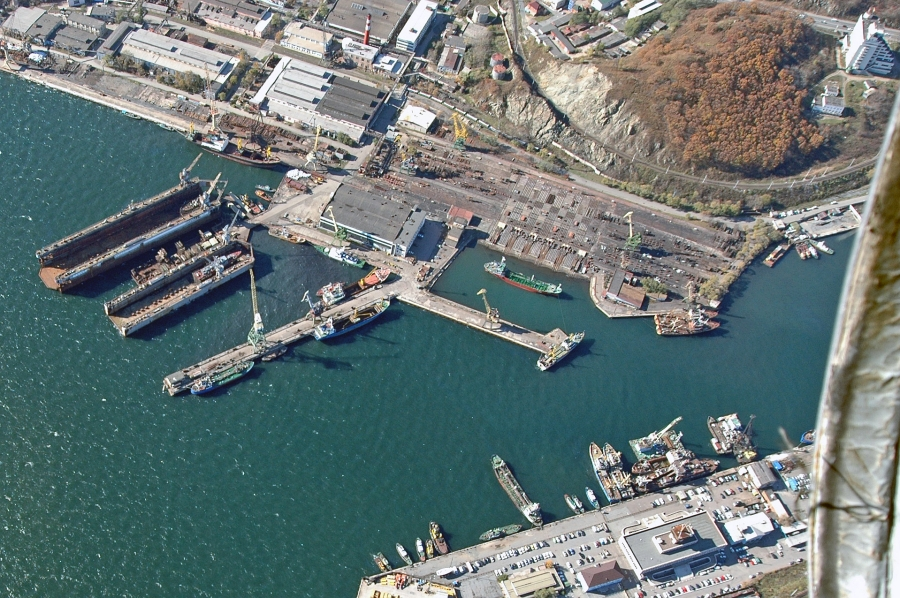
Вид на часть завода с вертолёта (2006)

Датой основания завода считается 20 июня 1951 года, когда министром Морского флота СССР был подписан приказ «Об организации докового участка на строящемся заводе № 4 в бухте Находка». В том же году был установлен первый плавучий док. 
В 1970-е годы началось возведение жилых домов для работников. С 1973 года на заводе стала развиваться судостроительная деятельность, строились рейдовые плашкоуты и зачистные станции. В 1974 году спущен на воду теплоход прибрежного плавания «Находкинский рабочий», вслед за ним — теплоходы «Гаврила Манохин», «Яков Сенякин», «Михаил Варакин» и другие. 
В 1992 году завод был акционирован. В 2001 году проведена реорганизация единого имущественного комплекса: в состав холдинга вошло 9 дочерних обществ (включая портовый терминал). В 2008 году на предприятии имел место корпоративный конфликт, который закончился сменой генерального директора Евгения Чижа, занимавшего должность с 1986 года. 
В том же году компания продала во Вьетнам плавучий док водоизмещением 25 тысяч тонн.
Предприятие осуществляет комплексный и навигационный судоремонт судов всех классов и типов, а также судостроение. Основные клиенты: рыбодобывающий флот «НБАМР» и пограничные сторожевые корабли ФСБ России. Завод изготавливал и собирал металлоконструкции для строительства Золотого и Русского мостов во Владивостоке, участвовал в проекте «Сахалин-1», производит погрузочно-разгрузочные работы в порту. Имеет 9 причалов длиной 1656 метров, морской терминал площадью 18,04 га. Основные конкуренты: «Приморский завод», «Славянский СРЗ».
В 2013 году «Находкинский судоремонтный завод» включён в список недобросовестных работодателей, нарушающих трудовое законодательство.

## Генеральный директор
- Болгар Николай Васильевич с 2017 по 2020 год;
- Корнейчук Александр Владимирович с 2021 по 2022 год;
- Старовойтов Сергей Сергеевич с 2022 года по настоящее время

## Руководство
- Начальник ЦЗЛ и МО - главный метролог: Цай Дмитрий Климентьевич
- Начальник ЛНК: Гришина Оксана Юрьевна
- Начальник СРК: Телешов Павел Викторович;